# Meziříčko, Žďár nad Sázavou
Meziříčko là một làng thuộc huyện Žďár nad Sázavou, vùng Vysočina, Cộng hòa Séc.